# Otrogen u.p.a.

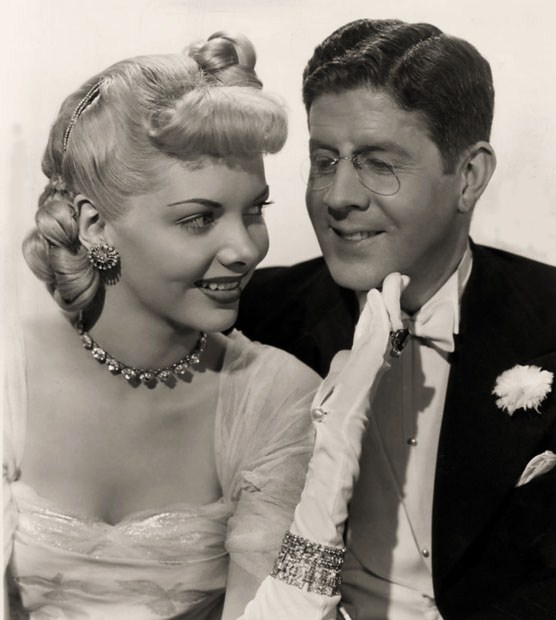
Barbara Lawrence och Rudy Vallée, reklambild för filmen.

Otrogen u.p.a. är en amerikansk svart komedifilm från 1948 med manus och regi av Preston Sturges. Filmen var den första av två som Preston Sturges gjorde för bolaget Twentieth Century Fox. Den fick bra recensioner, men blev ingen publikframgång.

## Handling
Sir Alfred de Carter är en världsberömd dirigent. Genom ett missförstånd har hans mycket yngre fru blivit övervakad av en detektiv, men när Alfred börjar gå igenom efterforskningarna börjar han misstänka att hon är otrogen.

## Rollista
- Rex Harrison - Sir Alfred De Carter
- Linda Darnell - Daphne De Carter
- Rudy Vallée - August Henshler
- Barbara Lawrence - Barbara Henshler
- Kurt Kreuger - Tony Windborn
- Lionel Stander - Hugo Standoff
- Edgar Kennedy - Sweeney
- Al Bridge - privatdetektiv
- Julius Tannen - O'Brien
- Torben Meyer - Dr. Schultz